# 51. Armee (Japanisches Kaiserreich)
Die 51. Armee (jap. 第51軍, Dai-gojūichi-gun) war ein Großverband des Kaiserlich Japanischen Heeres, der im letzten Kriegsjahr 1945 aufgestellt und aufgelöst wurde. Ihr Tsūshōgō-Code (militärischer Tarnname) war Hingabe (建, Ken).

## Geschichte
Nachdem die Alliierten am 19. Februar 1945 auf der ca. 1000 km vom japanischen Festland gelegenen Insel von Iwojima gelandet waren traf das Daihon’ei (Japanisches Hauptquartier) eiligst Vorbereitungen für die bevorstehende Landung der US Army, die von diesen Operation Downfall genannt wurde. Zu diesem Zweck wurden allein im Jahr 1945 mehrere Armeen mit über 80 Divisionen neu ausgehoben. Am 8. April 1945 wurde die 51. Armee unter dem Kommando von Generalleutnant Noda Kengo aufgestellt und der 12. Regionalarmee unterstellt. Hauptquartier der 51. Armee war Tsuchiura in der Nähe Präfektur Ibaraki. Sie bestand aus der 84., 151. und 221. Division. Des Weiteren unterstanden der Armee die 115. und 116. Selbstständige Gemischte Brigade, die 7. Selbstständige Panzer-Brigade sowie das 9. Artillerie-Regiment. Bei den Infanterie-Einheiten handelte es sich um kurz zuvor aufgestellte Divisionen aus eiligst ausgehobenen Rekruten, unter ihnen viele Studenten. Aus Mangel an Gewehren wurden viele der Rekruten mit Bambusspeeren ausgerüstet. 
Das Operationsgebiet der 51. Armee war die Küste der Präfektur Ibaraki.
Ohne in Kampfhandlungen verwickelt worden zu sein wurde die 51. Armee am Kriegsende im August 1945 aufgelöst.

## Armeeführung
|                  | Name                       | Von           | Bis               |
| ---------------- | -------------------------- | ------------- | ----------------- |
| Oberbefehlshaber | Generalleutnant Noda Kengo | 8. April 1945 | 15. August 1945   |
| Stabschef        | Generalmajor Sakai Yoshio  | 6. April 1945 | 1. September 1945 |

## Untergeordnete Einheiten
Gliederung der 51. Armee wie folgt (Stand April 1945):
- 51. Armee-Stab
- 44. Division
- 151. Division
- 221. Division
- 115. Selbstständige Gemischte Brigade
- 116. Selbstständige Gemischte Brigade
- 7. Selbstständige Panzer-Brigade
- 9. Artillerie-Regiment
- Weitere kleinere Einheiten